# Lomy (Snědovice)
Lomy jsou vesnice, součást obce Snědovice v okresu Litoměřice. Nachází se 1,8 kilometru km severovýchodně od Snědovic. Lomy leží v katastrálním území Strachaly o výměře 2,933 km².

## Název
Nejstarší tvar názvu vsi Hallyberg vznikl odvozením z českého jména Holej vrch a časem se zkrátil na Holberg. Druhý název Lummel podle Františka Palackého vznikl nejspíše jako zdrobnělina převzatého českého jména Lom. V historických pramenech se jméno vsi objevuje ve tvarech: Hallayberg a Lummel (1787), Lummel a Halberg (1833) nebo Lomy a Lummel (1848 a 1854).

## Historie
První písemná zmínka o vesnici pochází z roku 1787.